# 柳井港駅
柳井港駅（やないみなとえき）は、山口県柳井市柳井にある、西日本旅客鉄道（JR西日本）山陽本線の駅。
1975年（昭和50年）3月10日の山陽新幹線博多駅延伸開業までは、急行が停車していた。

## 歴史
- 1929年（昭和4年）4月20日：鉄道省山陽本線大畠駅 - 柳井駅（同日に柳井津駅から改称）間に新設開業[2]。旅客・貨物取扱開始[2]。
- 1962年（昭和37年）2月1日：貨物取扱廃止[2]。
- 1970年（昭和45年）8月10日：駅舎改築[3]。
- 1985年（昭和60年）3月14日：荷物扱い廃止[2]。
- 1987年（昭和62年）4月1日：国鉄分割民営化により、西日本旅客鉄道（JR西日本）の駅となる[2]。
- 1992年（平成4年）11月：みどりの窓口営業開始[4]。
- 1996年（平成8年）
  - 6月1日：ジェイアール西日本広島メンテックによる業務委託駅となる[5]。
  - （月日不明）：みどりの窓口営業終了（新南陽駅への移転扱い）[6]。
- 2004年（平成16年）10月：窓口営業時間を変更し、水・木が終日休業となる。また、窓口閉鎖時間帯を夕方にも設定。
- 2005年（平成17年）4月1日：無人駅化[7]。
- 2022年（令和4年）3月12日：ICカード「ICOCA」の利用が可能となる[8]。

## 駅構造
単式ホーム2面2線の構成となっている。駅舎はかつて島式だった1番線南側にあり、3番線も含めた各ホームへ向かう際、駅舎からは跨線橋を通ることになる。
無人駅。自動券売機が設置されている。

### のりば
| のりば | 路線      | 方向 | 行先           |
| ------ | --------- | ---- | -------------- |
| 1      | ■山陽本線 | 下り | 柳井・徳山方面 |
| 3      | ■山陽本線 | 上り | 岩国・広島方面 |

## 利用状況
1日平均乗車人員は以下の通り。
| 乗車人員推移 | 乗車人員推移 |
| 年度         | 1日平均人数  |
| ------------ | ------------ |
| 1999         | 341          |
| 2000         | 318          |
| 2001         | 308          |
| 2002         | 294          |
| 2003         | 280          |
| 2004         | 272          |
| 2005         | 244          |
| 2006         | 248          |
| 2007         | 256          |
| 2008         | 269          |
| 2009         | 266          |
| 2010         | 275          |
| 2011         | 272          |
| 2012         | 262          |
| 2013         | 259          |
| 2014         | 249          |
| 2015         | 249          |
| 2016         | 242          |
| 2017         | 249          |
| 2018         | 231          |
| 2019         | 243          |
| 2020         | 184          |
| 2021         | 178          |
| 2022         | 206          |

## 駅周辺

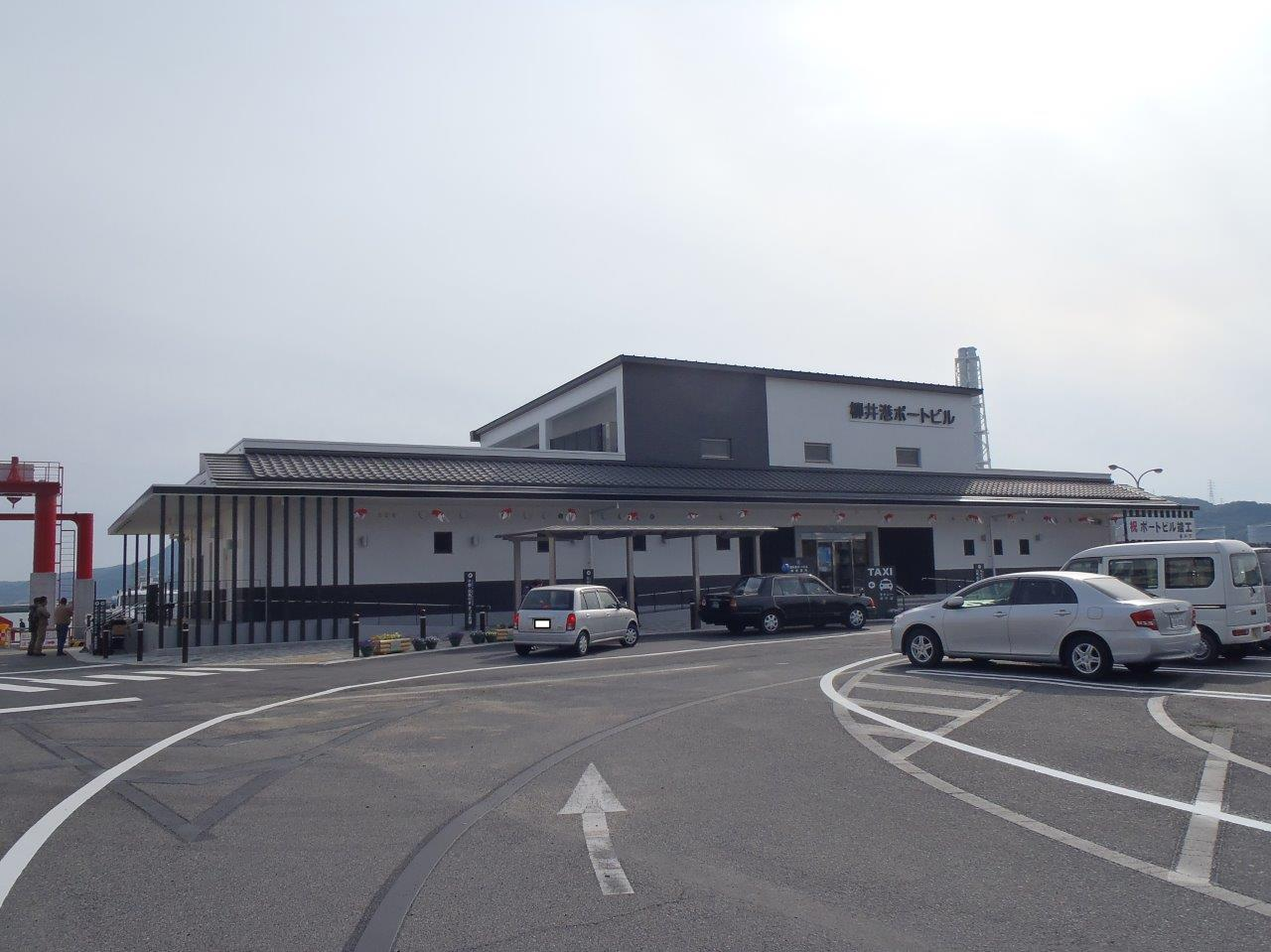
柳井港ポートビル

- 柳井港 - 三津浜港（愛媛県松山市）行フェリー (一部周防大島伊保田港経由)／平郡島行フェリー／祝島行旅客船が発着。駅から徒歩3分。
- フジマグループ本部
- 柳井港郵便局
- 柳井市立柳東小学校
- 柳井市立遠崎小学校
- 柳井自動車学校
- イオン柳井ショッピングセンター
  - マックスバリュ柳井店
- 国道188号

## バス路線
駅に乗入れる路線は無い。
なお、2020年10月1日以前は大畠・大里・大原方面へ行くバスが防長交通により運行されていた。

## 隣の駅
西日本旅客鉄道（JR西日本）
■山陽本線
大畠駅 - 柳井港駅 - 柳井駅